# Galatáki
Galatáki (Galataki) är en ort i Grekland.   Den ligger i prefekturen Nomós Korinthías och regionen Peloponnesos, i den sydöstra delen av landet, 70 km väster om huvudstaden Aten. Galatáki ligger 57 meter över havet och antalet invånare är 438.
Terrängen runt Galatáki är kuperad åt sydväst, men åt nordost är den platt. Havet är nära Galatáki åt nordost.Runt Galatáki är det glesbefolkat, med 15 invånare per kvadratkilometer. Närmaste större samhälle är Korinth, 10,4 km norr om Galatáki. 